# Ірена Шидловська
Шидло́вська Іре́на (1928—1993) — польська лучниця, тренер, чемпіонка та рекордсменка світу, срібна призерка літніх Олімпійських ігор-1972.

## З життєпису
Народилася 1928 року в місті Львів. Донька Станіслава Шидловського, арбітра та футбольного діяча.
Під час Другої світової війни залишилася у Варшаві, де бул учасницею Сірих Шеренг. Закінчила гімназію ім. Тадеуша Рейтана у Варшаві, 1959 року — Державну технічну школу (технік-будівельник).
На Олімпійські ігри в Мюнхені поїхала завдяки тренеру збірної Тадеушу Пуржицькому. Виграла срібну олімпійську медаль. Після завершення спортивної кар'єри працювала у спортивному клубі «Drukarz Warszawa» та Олімпійському комітеті Польщі.
1966 року отримала звання майстра спорту. У 1972 році була нагороджена Лицарським хрестом Ордена Відродження Польщі; чотири рази нагороджена золотою медаллю «За визначні спортивні досягнення».
З 1984 року у Варшаві проходить міжнародний Меморіал Ірени Шидловської.